# Marcus Hofbauer
Marcus Hofbauer (* 14. Juni 1981 in Wien) ist ein österreichischer Sportmediziner, Unfallchirurg und Sachbuchautor.

## Leben und Wirken
Marcus Hofbauer schloss das Medizinstudium 2004, unter Mindeststudiendauer in zehn Semester, an der Medizinischen Universität Wien ab. Anschließend begann er eine unfallchirurgische und sporttraumatologische Ausbildung.
Marcus Hofbauer praktiziert, forscht und lehrt als Oberarzt an der Medizinischen Universität Wien (AKH Wien) wo er Leiter der Klinischen Forschung für Sportmedizin und Gelenkserhaltung. Ebenfalls an der Medizinischen Universität in Wien. Sein Spezialgebiet umfasst die Versorgung von Sportverletzungen. Hier sind Knie- und Schultereingriffe, sowie minimalinvasive arthroskopische Gelenkseingriffe das Fachgebiet Hofbauers.
2012 gewann er als erster österreichischer Sportchirurg die AGA-Aircast Pittsburgh Research Fellowship welches ihn an die Abteilung für Sportorthopädie der Universität of Pittsburgh führte. Hier erwarb er unter der Leitung von Freddie Fu erweiterte sporttraumatologische Kompetenzen und Behandlungskonzepte vor allem auf dem Gebiet der Kreuzbandchirurgie. 2015 wurde er Facharzt für Unfallchirurgie und erlangte das ÖÄK-Diplom für Sportmedizin von der Österreichischen Ärztekammer.
Im darauffolgenden Jahr legte er erfolgreich die Facharztprüfung für Orthopädie und Traumatologie der Österreichischen Ärztekammer ab. Im Jahr 2017 gewann er das ESSKA-AOSSM DJO Travelling Fellowship in den USA. Im Jahr 2017 gewann er die ESSKA-AOSSM DJO Travelling Fellowship in den USA.
Im November 2018 wurde Marcus Hofbauer von der Medizinischen Universität Wien zum Assoziierten Professor ernannt. Seine wissenschaftliche Arbeit ist durch zahlreiche Publikationen in Journalen mehreren Buchbeiträgen, sowie über 100 Vorträgen auf nationalen und internationalen Kongressen dokumentiert.
Seit September 2018 ist Hofbauer zusammen mit Gudrun Sadik Teamarzt von FK Austria Wien.  Marcus Hofbauer war vorher von 2004 bis 2006 Teamarzt der Österreichischen Männer-Handballnationalmannschaft sowie von 2004 bis 2012 Teamarzt der Österreichischen Frauen-Handballnationalmannschaft, von 2009 bis 2012 war er zudem Teamarzt bei FC Admira Wacker.

## Buchbeiträge (Auswahl)
- M. Wolf, C. D. Murawski, B. Muller, M. Hofbauer, F. H. Fu: Future Perspectives on Knee Ligament Surgery. In: M. N. Doral, J. Karlsson (Hrsg.): Sports Injuries: Prevention, Diagnosis, Treatment and Rehabilitation. 2. Auflage. Springer-Verlag, 2012, ISBN 978-3-642-15629-8.
- M. Hofbauer, B. Muller, C. D. Murawski, M. Collins, F. H. Fu: Future Trends in Sports Traumatology: An Update of the Evaluation and Management of Sports Concussion Injuries. In: M. N. Doral, J. Karlsson (Hrsg.): Sports Injuries: Prevention, Diagnosis, Treatment and Rehabilitation. 2. Auflage. Springer-Verlag, 2013, ISBN 978-3-642-36801-1.
- B. Muller, M. Hofbauer, C. D. Murawski, M. Wolf, F. H. Fu: Innovation in Sports Medicine. In: M. N. Doral, J. Karlsson (Hrsg.): Sports Injuries: Prevention, Diagnosis, Treatment and Rehabilitation. 2. Auflage. Springer-Verlag, 2014, ISBN 978-3-642-36801-1.
- C. D. Murawski, M. Hofbauer, B. Muller, M. Wolf, F. H. Fu: The Evalution and Principles of Anatomic Double Tunnel Anterior Cruciate Ligament (ACL) Reconstruction: Why Double Tunnel Anatomic ACL Reconstruction. In: M. N. Doral, J. Karlsson (Hrsg.): Sports Injuries: Prevention, Diagnosis, Treatment and Rehabilitation. 2. Auflage. Springer-Verlag, 2014, ISBN 978-3-642-36801-1.
- M. Bergin, M. Hofbauer, B. Ohashi, V. Musahl: History, Physical Examination and Imaging. In: R. Siebold, D. Dejour, S. Zaffagnini (Hrsg.): Anterior Cruciate Ligament Reconstruction: A Practical Surgical Guide. Springer-Verlag, 2014, ISBN 978-3-642-45349-6